# Nanoalimento
Nanoalimento é o nome dado aos alimentos que contêm nanopartículas, manipuladas à escala molecular, menores que a espessura de um cabelo e invisíveis a olho nu. Um exemplo de utilização dos nanomateriais é na prolongação do prazo de validade de alimentos, reduzindo a sua oxidação e sensibilidade ao calor.
Embora a nanotecnologia permita melhorar a qualidade dos alimentos pela adição de nutrientes ou do aumento da cor e do sabor do produto, ainda não estão comprovados os seus efeitos na saúde humana.